# Amblypharyngodon melettinus
Amblypharyngodon melettinus е вид лъчеперка от семейство Шаранови (Cyprinidae). Видът не е застрашен от изчезване.

## Разпространение и местообитание
Разпространен е в Индия (Карнатака, Керала и Тамил Наду) и Шри Ланка.
Обитава сладководни басейни, крайбрежия, реки, потоци и канали.

## Описание
На дължина достигат до 8 cm.